# ريلاكس إن
ريلاكس إن شركة إنتاج فنية موسيقية لبنانية 

## التأسيس
تأسست عام 1985 لصاحبها أحمد موسى وشركاه مقرها العاصمة بيروت، أنتجت الكثير من الألبومات لكثير من نجوم الغناء في لبنان ومصر عام 2004 وقعت عقدا مع شركة روتانا لتصبح بمثابة منتج منفذ،توقفت عن الإنتاج لسنوات بعدها عادت عام 2015 

## الفنانون الذين تعاملوا معها
- السيدة فيروز
- ملحم بركات
- جورج وسوف
- كاظم الساهر
- صابر الرباعي
- راغب علامة
- نجوى كرم
- محمد منير
- هاني شاكر
- نوال الزغبي
- وائل كفوري
- كلودا الشمالي
- إلين خلف
- فضل شاكر
- عاصي الحلاني
- زين العمر
- مروان خوري
- وائل جسار
- نانسي عجرم
- سابين
- جوليا بطرس
- ميشلين خليفة
- مايز البياع